# Uršna sela
Uršna sela so naselje v Mestni občini Novo mesto. 
Naselje leži ob železniški progi Ljubljana–Metlika ter ob lokalnih cestah Novo mesto–Uršna sela–Črnomelj in Uršna sela–Dolenjske Toplice. V kraju je tudi železniška postaja.
Naselje se razprostira ob vznožju hriba Ljuben (546 m), na katerem stoji cerkev sv. Vida, ki v točki oltarja predstavlja tromejo župnij Toplice, Novo mesto - Šmihel in Vavta vas. Cerkev na Uršnih selih se imenuje sv. Križ in je podružnična cerkev Župnije Toplice.
Nad Uršnimi seli na prisojni legi Ljubna in griča Ljubanec se razprostirajo vinske gorice, skozi katere poteka tudi Podgorjanska vinska cesta.
Kraj premore pokrito dvostezno balinišče, kjer aktivno trenira balinarski klub Makute in tam prireja balinarske turnirje. Poleg balinišča se krajani lahko pohvalijo z rekreativnim asfaltiranem igriščem za košarko, odbojko ali mali nogomet. V kraju se nahajajo tudi trgovina, pošta in gostilna. Pošta žal ni več aktivna.
Uršna sela so znana tudi po najdaljši butari v Sloveniji iz leta 2000 na cvetno nedeljo, ki je bila dolga 253 m in jo je 170 krajanov in okoličanov poneslo k žegnanju do cerkve Sv. Križa.
Znamenitost kraja je tudi Uršenski beč – zbirališče meteorne vode, ki ne presahne in je v preteklosti naselja verjetno predstavljal pogoj življenjskega pomena, danes pa je zgolj turistična ogledna točka.

## Galerija
- Naselbinska imena pogosto povzročajo težave
- Podružnična cerkev sv. Križa